# Independent Spirit a la millor actriu secundària
L'Independent Spirit a la millor actriu secundària (en anglès Independent Spirit Award for Best Supporting Female) és el Premi Independent Spirit que es concedeix anualment a la millor actriu secundària.

## Guanyadores i nominades
L'actriu guanyadora de cada any es mostra sobre fons blau:

### Dècada del 1980
| Any  | Actriu            | Pel·lícula                                      | Personatge                |
| ---- | ----------------- | ----------------------------------------------- | ------------------------- |
| 1987 | Anjelica Huston   | The Dead                                        | Gretta Conroy             |
| 1987 | Karen Allen       | The Glass Menagerie                             | Laura Wingfield           |
| 1987 | Kathy Baker       | Street Smart                                    | Punchy                    |
| 1987 | Martha Plimpton   | Shy People                                      | Grace                     |
| 1987 | Ann Sothern       | The Whales of August                            | Tisha Doughty             |
| 1988 | Rosanna DeSoto    | Stand and Deliver                               | Fabiola Escalante         |
| 1988 | Bonnie Bedelia    | The Prince of Pennsylvania                      | Pam Marshetta             |
| 1988 | Debbie Harry      | Hairspray                                       | Velma Von Tussle          |
| 1988 | Amy Madigan       | The Prince of Pennsylvania                      | Carla Headlee             |
| 1988 | Patti Yasutake    | The Wash                                        | Marsha                    |
| 1989 | Laura San Giacomo | Sex, Lies, and Videotape                        | Cynthia Patrice Bishop    |
| 1989 | Bridget Fonda     | Shag                                            | Melaina Buller            |
| 1989 | Heather Graham    | Drugstore Cowboy                                | Nadine                    |
| 1989 | Mare Winningham   | Miracle Mile                                    | Julie Peters              |
| 1989 | Mary Woronov      | Scenes from the Class Struggle in Beverly Hills | Lisabeth Hepburn-Saravian |

### Dècada del 1990
| Any  | Actriu                | Pel·lícula                         | Personatge                |
| ---- | --------------------- | ---------------------------------- | ------------------------- |
| 1990 | Sheryl Lee Ralph      | To Sleep with Anger                | Linda                     |
| 1990 | Tracy Arnold          | Henry: Portrait of a Serial Killer | Becky                     |
| 1990 | Ethel Ayler           | To Sleep with Anger                | Hattie                    |
| 1990 | Tisha Campbell-Martin | House Party                        | Sidney                    |
| 1990 | Adrienne-Joi Johnson  | House Party                        | Sharane                   |
| 1991 | Diane Ladd            | Rambling Rose                      | Mother                    |
| 1991 | Sheila McCarthy       | Bright Angel                       | Nina                      |
| 1991 | Deirdre O'Connell     | Pastime                            | Inez Brice                |
| 1991 | Emma Thompson         | Impromptu                          | Duchess D'Antan           |
| 1991 | Mary B. Ward          | Hangin' with the Homeboys          | Luna                      |
| 1992 | Alfre Woodard         | Passion Fish                       | Chantelle                 |
| 1992 | Brooke Adams          | Gas Food Lodging                   | Nora                      |
| 1992 | Sara Gilbert          | La mala herba                      | Sylvie Cooper             |
| 1992 | Karen Sillas          | Simple Men                         | Kate                      |
| 1992 | Danitra Vance         | Jumpin' at the Boneyard            | Jeanette                  |
| 1993 | Lili Taylor           | Household Saints                   | Teresa Carmela Santangelo |
| 1993 | Lara Flynn Boyle      | Equinox                            | Beverly Franks            |
| 1993 | Ah Lei Gua            | The Wedding Banquet                | Mrs. Gao                  |
| 1993 | Lucinda Jenney        | American Heart                     | Charlotte                 |
| 1993 | Julianne Moore        | Short Cuts                         | Marian Wyman              |
| 1994 | Dianne Wiest          | Bullets Over Broadway              | Helen Sinclair            |
| 1994 | V.S. Brodie           | Go Fish                            | Ely                       |
| 1994 | Carla Gallo           | Spanking the Monkey                | Toni Peck                 |
| 1994 | Kelly Lynch           | The Beans of Egypt, Maine          | Roberta Bean              |
| 1994 | Brooke Smith          | Vanya on 42nd Street               | Sonya                     |
| 1995 | Mare Winningham       | Georgia                            | Georgia Flood             |
| 1995 | Jennifer Lopez        | My Family                          | Young Maria               |
| 1995 | Vanessa Redgrave      | Little Odessa                      | Irina Shapira             |
| 1995 | Chloë Sevigny         | Kids                               | Jennie                    |
| 1995 | Celia Weston          | Dead Man Walking                   | Mary Beth Percy           |
| 1996 | Elizabeth Peña        | Lone Star                          | Pilar                     |
| 1996 | Mary Kay Place        | Manny & Lo                         | Elaine                    |
| 1996 | Queen Latifah         | Set It Off                         | Cleopatra 'Cleo' Sims     |
| 1996 | Lili Taylor           | Girls Town                         | Patti Lucci               |
| 1996 | Lily Tomlin           | Flirtejant amb el desastre         | Mary Schlichting          |
| 1997 | Debbi Morgan          | Eve's bayou (L'estany de l'Eva)    | Mozelle Batiste Delacroix |
| 1997 | Farrah Fawcett        | The Apostle                        | Jessie Dewey              |
| 1997 | Amy Madigan           | Loved                              | Brett Amerson             |
| 1997 | Miranda Richardson    | The Apostle                        | Toosie                    |
| 1997 | Patricia Richardson   | Ulee's Gold                        | Connie Hope               |
| 1998 | Lynn Redgrave         | Gods and Monsters                  | Hanna                     |
| 1998 | Stockard Channing     | The Baby Dance                     | Rachel Luckman            |
| 1998 | Patricia Clarkson     | High Art                           | Greta                     |
| 1998 | Lisa Kudrow           | El contrari del sexe               | Lucia DeLury              |
| 1998 | Joely Richardson      | Under Heaven                       | Eleanor Dunston           |
| 1999 | Chloë Sevigny         | Boys Don't Cry                     | Lana Tisdel               |
| 1999 | Barbara Barrie        | Judy Berlin                        | Sue Berlin                |
| 1999 | Vanessa Martinez      | Limbo                              | Noelle De Angelo          |
| 1999 | Sarah Polley          | Go                                 | Ronna Martin              |
| 1999 | Jean Smart            | Guinevere                          | Deborah Sloane            |

### Dècada del 2000
| Any  | Actriu               | Pel·lícula                         | Personatge         |
| ---- | -------------------- | ---------------------------------- | ------------------ |
| 2000 | Zhang Ziyi           | Crouching Tiger, Hidden Dragon     | Jen Yu             |
| 2000 | Pat Carroll          | Songcatcher                        | Viney Butler       |
| 2000 | Jennifer Connelly    | Requiem for a Dream                | Marion Silver      |
| 2000 | Marcia Gay Harden    | Pollock                            | Lee Krasner        |
| 2000 | Lupe Ontiveros       | Chuck & Buck                       | Beverly Franco     |
| 2001 | Carrie-Anne Moss     | Memento                            | Natalie            |
| 2001 | Davenia McFadden     | Stranger Inside                    | Brownie            |
| 2001 | Summer Phoenix       | El creient                         | Carla Moebius      |
| 2001 | Uma Thurman          | Tape                               | Amy                |
| 2001 | Tamara Tunie         | La mort d'un àngel                 | Sheila Ledbetter   |
| 2002 | Emily Mortimer       | Lovely & Amazing                   | Elizabeth Marks    |
| 2002 | Viola Davis          | Antwone Fisher                     | Eva May            |
| 2002 | Jacqueline Kim       | Charlotte Sometimes                | Darcy / Charlotte  |
| 2002 | Juliette Lewis       | Hysterical Blindness               | Beth Tocyznski     |
| 2002 | Julianne Nicholson   | Tully                              | Ella Smalley       |
| 2003 | Shohreh Aghdashloo   | House of Sand and Fog              | Nadi Behrani       |
| 2003 | Sarah Bolger         | In America                         | Christy            |
| 2003 | Patricia Clarkson    | Pieces of April                    | Joy Burns          |
| 2003 | Hope Davis           | The Secret Lives of Dentists       | Dana Hurst         |
| 2003 | Frances McDormand    | Laurel Canyon                      | Jane               |
| 2004 | Virginia Madsen      | Sideways                           | Maya Randall       |
| 2004 | Cate Blanchett       | Coffee and Cigarettes              | Cate / Shelly      |
| 2004 | Loretta Devine       | Woman Thou Art Loosed              | Cassey Jordan      |
| 2004 | Robin Simmons        | Robbing Peter                      | Shawna             |
| 2004 | Yenny Paola Vega     | Maria Full of Grace                | Blanca             |
| 2005 | Amy Adams            | Junebug                            | Ashley Johnsten    |
| 2005 | Maggie Gyllenhaal    | Happy Endings                      | Jude               |
| 2005 | Allison Janney       | Our Very Own                       | Joan Whitfield     |
| 2005 | Michelle Williams    | Brokeback Mountain                 | Alma Beers Del Mar |
| 2005 | Robin Wright Penn    | Nine Lives                         | Diana              |
| 2006 | Frances McDormand    | Friends with Money                 | Jane               |
| 2006 | Melonie Diaz         | A Guide to Recognizing Your Saints | Young Laurie       |
| 2006 | Marcia Gay Harden    | American Gun                       | Janet Huttenson    |
| 2006 | Mary Beth Hurt       | The Dead Girl                      | Ruth               |
| 2006 | Amber Tamblyn        | Stephanie Daley                    | Stephanie Daley    |
| 2007 | Cate Blanchett       | I'm Not There                      | Jude Quinn         |
| 2007 | Anna Kendrick        | Rocket Science                     | Ginny Ryerson      |
| 2007 | Jennifer Jason Leigh | Margot at the Wedding              | Pauline            |
| 2007 | Tamara Podemski      | Four Sheets to the Wind            | Miri Smallhill     |
| 2007 | Marisa Tomei         | Before the Devil Knows You're Dead | Gina Hanson        |
| 2008 | Penélope Cruz        | Vicky Cristina Barcelona           | María Elena        |
| 2008 | Rosemarie DeWitt     | Rachel Getting Married             | Rachel             |
| 2008 | Rosie Perez          | The Take                           | Marina De La Pena  |
| 2008 | Misty Upham          | Frozen River                       | Lila Littlewolf    |
| 2008 | Debra Winger         | Rachel Getting Married             | Pamela Choat       |
| 2009 | Mo'Nique             | Precious                           | Mary Lee Johnston  |
| 2009 | Dina Korzun          | Cold Souls                         | Nina               |
| 2009 | Samantha Morton      | The Messenger                      | Olivia Pitterson   |
| 2009 | Natalie Press        | Fifty Dead Men Walking             | Lara               |
| 2009 | Mia Wasikowska       | That Evening Sun                   | Lonzo Choat        |

### Dècada del 2010
| Any  | Actriu             | Pel·lícula           | Personatge            |
| ---- | ------------------ | -------------------- | --------------------- |
| 2010 | Dale Dickey        | Winter's Bone        | Merab                 |
| 2010 | Ashley Bell        | The Last Exorcism    | Nell Sweetzer         |
| 2010 | Allison Janney     | Life During Wartime  | Trish                 |
| 2010 | Daphne Rubin-Vega  | Jack Goes Boating    | Lucy                  |
| 2010 | Naomi Watts        | Mother and Child     | Elizabeth             |
| 2011 | Shailene Woodley   | The Descendants      | Alexandra "Alex" King |
| 2011 | Jessica Chastain   | Take Shelter         | Samantha LaForche     |
| 2011 | Anjelica Huston    | 50/50                | Diane Lerner          |
| 2011 | Janet McTeer       | Albert Nobbs         | Hubert Page           |
| 2011 | Harmony Santana    | Gun Hill Road        | Michael               |
| 2012 | Helen Hunt         | The Sessions         | Cheryl Cohen-Greene   |
| 2012 | Rosemarie DeWitt   | Your Sister's Sister | Hannah                |
| 2012 | Ann Dowd           | Compliance           | Sandra                |
| 2012 | Brit Marling       | Sound of My Voice    | Maggie                |
| 2012 | Lorraine Toussaint | Middle of Nowhere    | Ruth                  |
| 2013 | Melonie Diaz       | Fruitvale Station    | Sophina               |
| 2013 | Sally Hawkins      | Blue Jasmine         | Ginger                |
| 2013 | Lupita Nyong'o     | 12 Years a Slave     | Patsey                |
| 2013 | Yolonda Ross       | Go for Sisters       | Fontayne              |
| 2013 | June Squibb        | Nebraska             | Kate Grant            |